# Uys de Villiers Pienaar
Uys de Villiers Pienaar (* 12. August 1930 in Johannesburg; † 2. Februar 2011 in Stilbaai) war ein südafrikanischer Biologe und Naturschützer, der eine bedeutende Rolle bei der Entwicklung des Kruger-Nationalparks zu einem international bekannten Symbol für Naturschutz und Ökotourismus gespielt hatte.

## Leben
Pienaar war der Sohn des renommierten Akademikers Pierre de Villiers Pienaar (1904–1978) und seiner Frau Frieda Pienaar, geborene Vermaak. Nach dem Besuch der Jan Celliers Afrikaanse Laerskool en Pre-Primêr und des Helpmekaar Kollege erlangte er 1949 den Bachelor of Medicine und 1950 den Bachelor of Science mit Auszeichnung (beide Abschlüsse von der Witwatersrand-Universität). 1953 promovierte er an der gleichen Institution mit der Dissertation The Haematology Of South African Reptiles. Nach einer Zeit als Dozent für Histologie an der Wits übernahm er 1955 die Position eines Junior Rangers im Kruger-Nationalpark. 1961 heiratete er Annette von Rooyen, mit der er zwei Söhne hatte. Im selben Jahr wurde er Nationalparkbiologe und anschließend bis 1970 Forschungsleiter. Von 1970 bis 1974 war er leitender Naturschutzbeauftragter. Von 1974 bis 1978 war er Leiter der Naturschutzabteilung der Nationalparkbehörde. 1978 wurde er Parkaufseher im Kruger-Nationalpark in Skukuza und 1987 zum Direktor des Parks ernannt. 1991 ging er in den Ruhestand und ließ sich in Stilbaai nieder.
Pienaar war Autor oder Co-Autor von mehreren Büchern und mindestens 90 wissenschaftlichen Artikeln in verschiedenen wissenschaftlichen Journalen. Zu seinen Werken gehören The Haematology of some South African Reptiles (1962), diverse Feldführer über Fische (The Freshwater Fishes of the Kruger National Park, 1968), Frösche (The frogs of the Kruger National Park: A guide to a group of vertebrate animals known as Amphibia-order Anura (Salientia) of the Kruger National Park, mit Vincent Carruthers, 1976), Reptilien (The Reptile Fauna of the Kruger National Park, mit Vivian Frederick Maynard FitzSimons, 1966), kleine und große Säugetiere des Kruger-Nationalparks (Field Guide to the Mammals of The Kruger National Park, 1988), Neem uit de verlede (1990), Vygies: gems of the veld: a garden and field guide to the South African mesembs (2000), Aizoaceae: Die Mittagsblumen Südafrikas (2004) sowie Goue Jare (2010).
Pienaar wurde 1959 Mitglied der Zoological Society of Southern Africa und 1987 der Association of the Transvaal Museum. Im selben Jahr wurde er Kommissionsmitglied für Nationalparks und Schutzgebiete der IUCN in Gland, Schweiz, und Mitglied im ständigen Ausschuss der südafrikanischen Tourismusbehörde. Zudem war er Mitglied der Wildlife Society of Southern Africa (heute Wildlife and Environment Society of South Africa) und der Botanical Society of South Africa sowie Vertreter der südafrikanischen Nationalparkbehörde bei internationalen Symposien und offiziellen Besuchen, darunter in Schottland, Antwerpen, Belgien, Washington D.C., Südrhodesien und Israel. 1986 wurde er Ratsmitglied in der Abteilung für zoologische Forschung der Society for Conservation Biology in Washington, D.C. 1987 wurde er Förderer des Prestige Club von South African Airways. 1992 war er Preisträger der Captain Scott Memorial Medal in Stellenbosch.
Pienaar war die treibende Kraft hinter der Ausrufung des Meeresschutzgebiets Still Bay im Jahr 2007. Seine Beiträge zum Naturschutz beschränkten sich jedoch nicht nur auf die aquatische Umwelt. Er spielte auch eine bedeutende Rolle in allen Bereichen der Wildtierbewirtschaftung, einschließlich der Kontrolle übermäßig häufig vorkommender Arten wie Elefanten und Kaffernbüffel, der Wiederansiedlung örtlich ausgestorbener Arten und der Initiierung von Forschungsprojekten zu Arten mit geringer Populationsdichte wie der Pferdeantilope. Während seiner Zeit als Parkwächter legte er einen umfassenden und vernünftigen Plan für die Entwicklung und den Ausbau der touristischen Infrastruktur vor. Mehrere der heute genutzten Einrichtungen und Touristenstraßen, die den Kruger-Nationalpark aufwerten, gehen auf seine Initiativen zurück.
1995 rief Pienaar den Stilbaai-Umweltbeirat ins Leben. Als Vorsitzender dieses Beratungsgremiums vergrößerte Pienaar im Oktober 2001 das Pauline Bohnen Nature Reserve, um ein ökologisch bedeutsames Schutzgebiet zu schaffen, das an das CapeNature Geelkrans Nature Reserve an der Küste anschließt. Einen Rückschlag erlebte er allerdings, als die Stadtverwaltung von Stilbaai die Erschließung der archäologischen Stätte Plattebosch 485/51 ermöglichte und damit das Naturreservat Skulpiesbaai in eine ökologisch sterile Insel verwandelte. Pienaar hat entscheidend dazu beigetragen, dass Skulpiesbaai im April 2000 zum Naturschutzgebiet und die angrenzenden Fischfallen 1998 zum Nationalen Denkmal erklärt wurden.
1962 war Pienaar Erstbeschreiber des Parasiten Serpentoplasma, der im Blut von Schlangen gefunden wurde, sowie der Trypanosomen-Art Trypanosoma mocambicum.

## Dedikationsnamen
2010 wurde die Prachtgrundkärpfling-Art Nothobranchius pienaari nach Pienaar benannt, die im Kruger-Nationalpark endemisch ist, und 2014 die Geckoart Afroedura pienaari. 2024 wurde die Trypanosomen-Art Trypanosoma pienaari nach ihm benannt.